# Salija
Salija – gaun wikas samiti w zachodniej części Nepalu w strefie Dhawalagiri w dystrykcie Parbat. Według nepalskiego spisu powszechnego z 2001 roku liczył on 619 gospodarstw domowych i 2993 mieszkańców (1548 kobiet i 1445 mężczyzn).